# Центральна Греція
Центра́льна Гре́ція (грец. Στερεά Ελλάδα) — історико-географічна область Греції. Включає стародавні землі Аттики, Беотії, острова Евбея. Площа 24,9 тисяч км².
Складається із номів: Етолія і Акарнанія, Афіни,  Західна Аттика, Пірей, Східна Аттика, Беотія, Фокіда, Фтіотида, Евбея, Евританія. Головне місто — Афіни.